# Evrokovanci
Evrokovanci, tudi evrski kovanci, in bankovci so prišli v obtok 1. januarja 2002. Obstaja osem različnih denominacij evrskih kovancev. En evro je razdeljen na 100  centov.
Sprednja stran kovancev je pri vseh državah oblikovana enako, zadnja (narodna) stran je lastna posamezni državi. Nekatere države imajo na vseh osmih kovancih enak motiv, na primer grb, druge države pa imajo na vsakem kovancu drugačen motiv. Vendar pa imajo vse države na drugi strani tudi 12 zvezd. V državah monarhijah je običajno upodobljen monarh, v ostalih državah pa narodni spomeniki ali državni simboli.
Monako, San Marino in Vatikan, imajo ravnotako svoje narodne podobe kovancev, kljub temu, da te države niso članice Evropske unije, so pa z njo sklenile poseben sporazum o uporabi evra. Andora, Črna gora in Kosovo takega sporazuma niso podpisale, čeprav uporabljajo evro kot zakonito plačilno sredstvo. Tako tudi nimajo svoje narodne podobe kovancev.
Finska ne uporablja kovancev za en in za dva centa, vse cene imajo namreč zaokrožene na 5 centov. O podobnem ukrepu je razmišljala tudi Nizozemska. Še vedno pa so ti kovanci iz drugih držav, ki jih prinesejo v državo, zakonito plačilno sredstvo. Finski kovanci za 1 in 2 centa so zaradi redkosti zanimivi za zbiralce. Prve serije so namreč skovali.

## Sprednja (skupna) stran
Države morajo oblikovanje na zadnji strani obdržati vsaj pet let. Pri tem so izjema države, ki imajo na kovancih upodobljene vladarje. Ob smrti vladarja se lahko začne kovati kovance s podobo novega.
| 0,01 €    | 0,02 €    | 0,05 €    |
| --------- | --------- | --------- |
| 1 cent    | 2 centa   | 5 centov  |
| 0,10 €    | 0,20 €    | 0,50 €    |
| 10 centov | 20 centov | 50 centov |
| 1,00 €    | 2,00 €    |           |
|           |           |           |

Leta 2007 in 2008 so prišli v obtok kovanci s spremenjenim dizajnom. Prvi kovanci z novo obliko so bili slovenski, Kovanci za 1, 2 in 5 centov oblikovno niso bili spremenjeni.

## Opis
| Denominacija      | Premer   | Debelina | Masa   | Sestava                                      | Rob                                        |
| ----------------- | -------- | -------- | ------ | -------------------------------------------- | ------------------------------------------ |
| 1 cent/0,01 €     | 16,25 mm | 1,67 mm  | 2,30 g | jeklo z bakreno površino                     | gladek                                     |
| 2 centa/0,02 €    | 18,75 mm | 1,67 mm  | 3,06 g | jeklo z bakreno površino                     | gladek s črto                              |
| 5 centov/0,05 €   | 21,25 mm | 1,67 mm  | 3,92 g | jeklo z bakreno površino                     | gladek                                     |
| 10 centov/0,10 €  | 19,75 mm | 1,93 mm  | 4,10 g | bakrena zlitina (nordijsko zlato)            | zarezan rob                                |
| 20 centov/0,20 €  | 22.25 mm | 2.14 mm  | 5.74 g | bakrena zlitina (nordijsko zlato)            | gladek s sedmimi zarezami (»španska roža«) |
| 50 centov / €0,50 | 24,25 mm | 2,38 mm  | 7,80 g | bakrena zlitina (nordijsko zlato)            | zarezan rob                                |
| 1 evro/1,00 €     | 23,25 mm | 2,33 mm  | 7,50 g | znotraj: baker-nikelj zunaj: nikelj-medenina | šest razdelkov, gladki in zarezani         |
| 2 evra/2,00 €     | 25,75 mm | 2,20 mm  | 8,50 g | znotraj: nikelj-medenina zunaj: baker-nikelj | različen, odvisno od države                |

Vsi kovanci imajo na sprednji strani označeno vrednost. Kovanci za 1, 2 in 5 centov prikazujejo lego Evrope na svetu, kovanci za 10, 20 in 50 centov prikazujejo države članice EU (tudi tiste, ki ne uporabljajo evra). Kovanca za 1 in 2 evra prikazujeta Evropo brez meja. Na vseh kovancih je upodobljenih tudi 12 zvezd.
Na kovancih se lahko pojavlja že letnica 1999, ko so kovance skovali (samo v Franciji, Španiji, Belgiji, na Finskem in Nizozemskem). Ostale države so začele z letnico, ko so kovance dali v obtok.

## Priložnostni kovanci

### Spominski priložnostni kovanci
Spominski evrokovanci so vedno samo v vrednosti dveh evrov, pri čemer sme vsaka država izdati samo eno sredijo tovrstnih kovancev na leto. Evropska komisija je dovolila takšno izdajanje leta 2003. Ti kovanci so zakonito plačilno sredstvo na celotnem evroobmočju.

### Zbirateljski priložnostni kovanci
Vsaka država lahko izdaja tudi zbirateljske kovance poljubnih vrednosti. Lahko gre tudi za zlatnike ali srebrnike. Vendar pa te izdaje niso zakonito plačilno sredstvo na celotnem evroobmočju, ampak samo v državi, ki jih je izdala.
V mikrodržavah kot sta Monako in Vatikan so narodni evrokovanci tako redki, da že običajna izdaja velja za zbirateljsko. Serija osmih denominacij teh evrokovancev, ki ima sicer vrednost 3,88 €, lahko stane na črnem trgu tudi 1000 €. V San Marinu prodajajo po butikih sete osmih kovancev za približno 50 €.